# Guido al III-lea de Spoleto
Guido de Spoleto (n. 855 d.Hr., Spoleto, Umbria, Italia – d. 12 decembrie 894 d.Hr., Râul Taro, Liguria, Italia) cunoscut în franceză Guy și în germană Wido, a fost margraf de Camario din 876 (ca Guido I sau II) și duce de Spoleto și Camerio (ca Guido III) din 882. A fost încoronat rege al Italiei în 889 și împărat al Sfântului Imperiu Roman în 891, domnind până la moartea sa în 894.
Guido a fost nepotul lui Lambert I de Nantes și stră-strănepotul lui Carol cel Mare din partea bunicii paterne. A fost duce al Ducatului de Spoleto, un ducat din sudul Italiei restabilit de către franci ca apărare împotriva domeniilor bizantine din sudul peninsulei. La detronarea lui Carol cel Gras a pretins coroana Franciei Occidentale, dar după încoronarea lui Odo a renunțat la această pretenție și s-a întors în Italia, în încercarea de a obține coroana regatului Italiei și titlul de împărat. 
Principalul contrapretendent la titlul de rege al Italiei era Berengario de Friuli, dar Guido reușește să fie încoronat rege de către Papa Ștefan al V-lea în 889 și împărat de către Papa Formosus în 891, când îl încoronează pe fiul său Lamberto ca rege al Italiei. În 893 Papa îl susține pe Arnulf de Carintia pentru titlurile regale și imperiale și îl invită pe acesta să îl detroneze pe Guido. Arnulf trimite armata fiului său Zwentibold în ajutorul lui Berengario, care îl atacă pe Guido cu câteva ocazii. Acesta se retrage la o fortificație de pe râul Taro unde moare în toamna lui 894, lăsându-l ca moștenitor pe fiul său, sub tutela mamei sale. Aceștia vor revendica tilurile lui Guido, împotriva lui Bergenario și Arnulf.
Guido nu a reușit niciodată să își exercite puterea în afara domeniilor sale, în ciuda pretențiilor titlului imperial. A a rămas în istorie ca o marionetă a papei, fiind contestat puternic de mulți nobili italieni. Guido a fost căsătorit cu Ageltruda, fiica principelui Adelchis de Benevento, cu care a avut un fiu, Lambert.

## Prima parte a vieții
Guy a fost cel de al doilea fiu al ducelui Guy I de Spoleto cu Itta, fiică a principelui Sico I de Benevento. Guy I era fiul ducelui Lambert I de Nantes, duce de Spoleto cu a doua sa soție, Adelaida de Lombardia, la rândul ei fiică a lui Pepin de Italia, fiul mai mare al lui Carol cel Mare. În anul 842, fostul Ducat de Spoleto, care fusese donat de către Papalității de către Carol cel Mare, a fost reînviat de către franci pentru a constitui o barieră împotriva bizantinilor grupați în jurul catepanilor de Italia din sudul Italiei.
Ca urmare, familia lui Guy produsese actori importanți în politica din Italia începând din secolul al IX-lea.  Deși în 876 Guy și fratele său mai mare, Lambert, devenit duce de Spoleto, fuseseră delegați de către împăratul Carol cel Pleșuv să îl însoțească pe papa Ioan al VIII-lea la Napoli pentru a pune capăt alianței pe care mulți dintre principii longobarzi din sudul Italiei o încheiaseră cu sarazinii, interesele familiei era în general ostile față de Papalitate, o politcă pe care Guy a urmat-o inițial.
Înainte de a muri în 880, fratele său Lambert i-a lăsat lui Guy prin testament marca de Camerino, în vreme ce Ducatul de Spoleto revenea fiului lui Lambert, Guy al II-lea. În 882, Guy l-a sprijinit pe nepotul său de frate în atacul acestuia asupra Statului papal. Această atitudine l-a adus în conflict cu împăratul Carol cel Gras, drept pentru care, în același an, în cadrul adunării de la Verona, împăratul l-a deposedat de fiefurile sale, după cum a procedat și cu mulți alți nobili din Italia. Răsculându-se, Guy s-a aliat cu vecini sarazini și a început să achiziționeze un teritoriu și mai larg. Din acest motiv, în cadrul unei diete ținute la Ravenna, împăratul l-a declarat pe Guy ca vinovat de înaltă trădare, iar ducele Berengar I de Friuli a trecut la comanda unei armate care să îl înlăture prin forță pe Guy.
În 883, Guy a moștenit titlul spoletan al nepotului său și a reunit astfel ducatul, din acel moment devenit "Ducatul de Spoleto și Camerino", purtând titlul de dux et marchio, iar până la sfârșitul anului 884 împăratul Carol a fost nevoit să încheie pacea cu Guy, care și-a recăpătat titlurile în mod formal. În continuare, în 885, Guy a avut confruntări cu foștii săi aliați ocazionali, sarazinii stabiliți la Garigliano.

## Conducător al Imperiului roman
După depunerea împăratului Carol cel Gras din 887, Guy a căutat să profite de relația sa cu arhiepiscopul de Reims, Fulk,, manifestându-și intenția de a fi încoronat ca rege în Francia occidentală,, drept pentru el s-a deplasat până la Langres, unde episcopul la încoronat ca atare. Însă din cauza încoronării în același an a lui Odo (888), Guy a revenit în Italia, pentru a plănui obținerea coroanei Italiei și a titlului imperial.
Guy a întâmpinat ooziția lui Berengar I de Friuli pentru Coroana de fier a regilor longobarzi.  Cu toate că Berengar avea avantajul de a fi aliat cu Carolingienii, și de a se fi încoronat deja ca rege al Italiei din 887, din 888 se apropiase de Papalitate, aliindu-se cu papa Ștefan al V-lea, care îl denumea pe Guy ca fiind "singurul său fiu".  După izbucnirea luptei dintre cei doi rivali, Guy a reușit să se proclame rege în cadrul unei diete ținute la Pavia la sfârșitul lui 888. El a fost încoronat în mod formal ca rege de către papa Ștefan al V-lea în 889, moment urmat de încoronarea imperială din 21 februarie 891,, simultan cu încoronarea fiului său, Lambert ca rege al Italiei.
Situația din Italia a început să se deterioreze odată cu alegerea unui papă Formosus în 891. Neîncrezător față de Guy, noul papă a început să caute sprijin în alte părți împotriva împăratului, fapt care i-a sporit dificultățile lui Guy atâta vreme cât amenințarea lui Berengar, care rezista în Ducatul de Friuli, continua. Pentru a-și întări propria poziție, în 30 aprilie 892, la Ravenna Guy l-a forțat pe papa Formosus să îl încoroneze pe Lambert ca co-împărat.
În continuare, papa a profitat de următoarea ocazie pentru a se opune lui Guy, prin susținerea lui Arnulf de Carintia pentru titlurile de rege al Italiei și de împărat roman. În 893, Formosus l-a invitat pe Arnulf să vină la Trento pentru a-l detrona pe Guy și pentru a se încorona. În schimb, Arnulf l-a trimis pe fiul său, Zwentibold în fruntea unei armate pentru a se alătura lui Berengar de Friuli, regele depus, și a porni în marș către Trento. Orașul a fost înconjurat de cele două armate, însă se pare că Guy a reușit să îi mituiască pe unii conducători ai adversarilor, astfel încât să poată să se retragă fără a fi molestat. În anul următor, Zwentibold și Berengar l-au înfrânt pe Guy la Bergamo și au cucerit Trento și Milano. Berengar a fost recunoscut ca rege și vasal al lui Arnulf, iar Zwentibold s-a întors în Germania, dat fiind că febra făcea deja ravagii în trupele sale.  Guy a reușit să se retragă în bună ordine, regrupându-se într-un punct fortificat de pe valea râului Taro, însă s-a stins din viață la sfârșitul toamnei, lăsându-l pe fiul său sub tutela soției sale Ageltruda, care vor continua disputa cu Berengar și Arnulf.